# Randall Duell
Randall Duell (contea di Russell, 14 luglio 1903 – Los Angeles, 28 novembre 1992) è stato uno scenografo statunitense.
Ha lavorato a oltre 30 film tra il 1937 ed il 1959. Ha ricevuto tre volte la nomination ai Premi Oscar nella categoria migliore scenografia: nel 1942, nel 1943 e nel 1956.

## Filmografia parziale
- Quando le signore si incontrano (When Ladies Meets), regia di Robert Z. Leonard (1941)
- Prigionieri del passato (Random Harvest), regia di Mervyn LeRoy (1942)

- Al di sopra di ogni sospetto (Above Suspicion), regia di Richard Thorpe (1943)
- La signora Parkington (Mrs Parkington), regia di Tay Garnett (1944)
- Tragico segreto (Undercurrent), regia di Vincente Minnelli (1946)
- Il canto dell'uomo ombra (Song of the Thin Man), regia di Edward Buzzell (1947)
- Il bacio del bandito (The Kissing Bandit), regia di László Benedek (1948)
- I marciapiedi di New York (East Side, West Side), regia di Mervyn LeRoy (1949)
- Giungla d'asfalto (The Asphalt Jungle), regia di John Huston (1950)
- Lo sconosciuto (The Unknown Man), regia di Richard Thorpe (1951)
- La ragazza della domenica (Everything I Have Is Yours), regia di Robert Z. Leonard (1952)
- Il seme della violenza (Blackboard Jungle), regia di Richard Brooks (1955)
- L'imputato deve morire (Trial), regia di Mark Robson (1955)
- Il dominatore di Chicago (Party Girl), regia di Nicholas Ray (1958)